# Thelma Estrin
Thelma Estrin (nascida Thelma Austern; 21 de janeiro de 1924 – 15 de fevereiro de 2014) foi uma cientista da computação e engenheira americana que realizou trabalhos pioneiros nos campos de sistemas especialistas e engenharia biomédica. Estrin foi uma das primeiras pessoas a aplicar tecnologia computacional no campo da saúde e pesquisa médica. Ela era professora emérita no departamento de ciência da computação da UCLA.

## Origens e educação
Estrin nasceu Thelma Austern em Nova Iorque in 1924 e estudou em escolas públicas. Mostrando aptidão para matemática, ela começou seus estudos superiores na City College de Nova Iorque em 1941. Lá ela conheceu seu futuro marido, Gerald Estrin, casando com ele aos 17 anos. Em 1942, Estrin concluiu um curso de assistente de engenharia no Stevens Institute of Technology, enquanto Gerald servia no exército na Segunda Guerra Mundial. Posteriormente, ela trabalhou na Radio Receptor Company onde desenvolveu um interesse por engenharia.
Em 1946, Estrin e seu marido se mudaram para Madison, Wisconsin, para estudar engenharia elétrica na Universidade de Wisconsin-Madison (UW). Em 1948, Estrin recebeu seu diploma de bacharelado. Em 1949, obteve mestrado e em 1951 o doutorado, todos pela UW.

## Princeton e engenharia biomédica: 1951–1953
O casal se mudou para Princeton, New Jersey no início dos anos 50. Gerald entrou no Institute for Advanced Study, associado ao grupo de John von Neumann. Thelma trabalhou como pesquisdora no departamento de eletroencefalogramas do Neurological Institute of New York no Centro Médico da Universidade de Columbia, onde ela desenvolveu um interesse por engenharia biomédica.

## UCLA: 1953
Quando seu marido Gerald obteve uma posição na UCLA em 1953, o casal se mudou para Los Angeles. Thelma inicialmente não conseguiu trabalhar na mesma universidade por razões de nepotismo, então ela começou a trabalhar em uma instituição menor, no Los Angeles Valley College. 
Em 1960, Thelma associou-se com o Instituto de Pesquisas do Cérebro da UCLA e organizou o Laboratório de Processamento de Dados do Instituto em 1961. Ela tornou-se diretora do laboratório de 1970 a 1980. Nesse período ela projetou e desenvolveu um dos primeiros sistemas de conversão analógico-para-digital que conseguiam converter sinais analógicos de eletroencefalogramas em sinais digitais.

## Professora de ciência da computação, UCLA: 1980
Em 1980, ela aceitou uma posição como professora pesquisadora no Departamento de Ciência da Computação da Escola de Engenharia e Ciência Aplicada da UCLA. De 1982 a 1984 ela serviu na National Science Foundation como diretora da divisão de de pesquisa em sistemas elétricos e computacionais. Ela também serviu como presidente da Sociedade de Engenharia em Medicina e Biologia da IEEE, e foi a primeira mulher a ser vice-presidente executiva da IEEE.

## Computação e estudos da mulher
Estrin publicou um artigo em 1996 sobre estudos da mulher e computação para discutir as intersecções das duas disciplinas, tendo elas "ambas se desenvolvido como disciplinas acadêmicas nos anos 1960, mas evoluindo por caminhos muito diferentes". Neste artigo, Estrin conecta a epistemologia feminista e seus valores pedagógicos com as maneiras como a ciência da computação poderia se tornar "mais relevante para minorias e estudantes de baixa renda". Estrin explica que os estudos da mulher não alcançaram os sub-campos de ciência e engenharia da computação e engenharia biomédica, que ela cita estarem "criando ferramentas para o estudo da saúda da mulher e seus direitos reprodutivos" até 25 anos depois da sua fundação. Ao contrário disso, os estudos da mulher se focaram na "experiência imediata das mulheres" através de disciplinas da área de ciências humanas. "Estudos da mulher", escreveu Estrin, "implica em expandir o mundo da ciência e tecnologia de sua história patriarcal, que considera essas disciplinas inerentemente masculinas." Ela escreve que os estudos da mulher visam "entender os elementos de gênero nas situações sociais e políticas" e que são necessários a fim de "expandir o acesso das mulheres à tecnologia."

## Premiações
Em 1984, ela recebeu a medalha IEEE Centennial. Ela recebeu também o prêmio Outstanding Engineer of the Year (engenheira/o de destaque do ano) do California Institute for the Advancement of Engineering, um prêmio da Society of Women Engineers (1981), o primeiro Ada Lovelace Award (1982) da Association for Women in Computing, o Haraden Pratt Award da IEEE (1991), e o Superior Accomplishment Award da National Science Foundation. Ela era uma "fellow" da IEEE, "fellow" da American Academy of Arts and Sciences, e "fellow" fundadora do American Institute for Medical and Biological Engineering.

## Personal life and death
Estrin se aposentou aos 67 anos em julho de 1991. Thelma Estrin teve três filhas. Margo Estrin é médica, Deborah Estrin é cientista da computação e Judith Estrin é uma executiva.
Thelma Estrin morreu em 15 de fevereiro de 2014, menos de dois anos após o seu marido, com quem teve um casamento de 70 anos.

## References
1. 1 2 3  «Thelma Estrin's Obituary by Los Angeles Times». Legacy.com. 18 de julho de 2014. Cópia arquivada em 4 de fevereiro de 2016
2. 1 2  «Thelma Estrin». ETHW (em inglês). 1 de maio de 2018. Consultado em 29 de março de 2022
3. ↑  «Thelma Estrin». Society of Women Engineers. Consultado em 7 de abril de 2011. Cópia arquivada em 27 de julho de 2011
4. ↑  «Thelma Estrin, Professor-in-Residence». UCLA Computer Science Department People. Consultado em 19 de fevereiro de 2018. Cópia arquivada em 24 de dezembro de 2010
5. ↑  Stanley, Autumn, Mothers and Daughters of Invention: Notes for a Revised History of Invention (Methuchen, NJ, and London:  Scarecrow Press, 1993), 645–9
6. 1 2  «Dr. Thelma Estrin». WITI Hall of Fame. Consultado em 4 de agosto de 2011. Cópia arquivada em 27 de julho de 2011
7. 1 2  Gurer, Denise (junho de 2002). «Pioneering Women In Computer Science». SIGCSE Bulletin. 34 (2)
8. ↑  «Past Officers – Engineering in Medicine and Biology Society». Engineering in Medicine and Biology Society (em inglês). Consultado em 4 de janeiro de 2016. Cópia arquivada em 2 de março de 2016
9. ↑  «IEEE Nominations and Appointments Committee History of Service Manual 2014» (PDF). IEEE – The world's largest professional association for the advancement of technology. IEEE. 2014. Consultado em 4 de janeiro de 2016. Cópia arquivada (PDF) em 31 de maio de 2015
10. 1 2 3 4 5  Estrin, Thelma (1996). «Women's Studies and Computer Science: Their Intersection». IEEE Annals of the History of Computing. 18 (3): 43–46. doi:10.1109/85.511943
11. ↑  «Association for Women in Computing». Consultado em 19 de outubro de 2017
12. ↑  «IEEE Haraden Pratt Award Recipients» (PDF). IEEE. Consultado em 20 de outubro de 2012. Cópia arquivada (PDF) em 18 de setembro de 2012
13. ↑  «Thelma Estrin - Engineering and Technology History Wiki». ethw.org. Maio de 2018. Consultado em 23 de março de 2019

- Thelma Estrin (1924–): First Female IEEE President